# Miguasha
Miguasha est un village de l'Est du Québec situé sur la péninsule gaspésienne dans la région de la Gaspésie–Îles-de-la-Madeleine faisant partie de la municipalité de Nouvelle dans la municipalité régionale de comté d'Avignon au Canada.

## Toponymie
Le toponyme Miguasha est d'origine micmaque signifiant « Terre rouge ».

## Géologie
Les roches affleurant en plusieurs endroits de cette pointe de terre appartiennent à la Formation de Bonaventure datant de la période géologique du Carbonifère.

## Histoire
Miguasha a d'abord été fréquenté par les Micmacs qui fréquentaient les berges de la rivière Nouvelle afin de pêcher le saumon de l'Atlantique.

## Pointe de la Miguasha
Ce n'est qu'à la suite de la conquête britannique après la bataille de la Ristigouche que les écossais (Connors) et anglais (Campbell, Calvert et Hayes) ont commencé à coloniser le pourtour de la « Pointe de Miguasha ».
Ce territoire faisait aussi partie de la Seigneurie Shoolbred, une des huit seigneuries concédées sous le Régime britannique en 1788. Ce seigneur n'est jamais venu visiter sa seigneurie. Il la légua à son fils James en 1801 qui la vendit par la suite en 1809 à Matthew Stewart, un riche marchand de la région (selon les recherches historiques de Monsieur René Bureau).
On y retrouve le Parc national de Miguasha, un parc national et un site reconnu pour sa richesse en fossiles inscrit par un comité de l'UNESCO sur la liste du patrimoine mondial.

### Source en ligne
- Commission de toponymie du Québec